# Ik kom bij je
Ik kom bij je is een lied van de Nederlandse zanger Jonna Fraser in samenwerking met de Nederlandse rapper Frenna. Het werd in 2016 als single uitgebracht en stond in hetzelfde jaar als vijfde track op het album Blessed van Jonna Fraser.

## Achtergrond
Ik kom bij je is geschreven door Francis Junior Edusei, Jonathan Jeffrey Grando, Julien Willemsen en Tevin Irvin Plaate en geproduceerd door Spanker. Het is een nummer uit het genre nederhop. In het lied rappen en zingen de artiesten over het aangaan van een relatie. De single heeft in Nederland de platinastatus.
Het is niet de eerste keer dat de twee artiesten met elkaar samenwerken. Dit deden zij eerder al op My love. Na Ik kom bij je hebben ze nog meermaals met elkaar samengewerkt. Zo brachten ze samen het album Championships uit en hadden ze onder andere de hits Architect, Louboutin, Mamacita, Dior money en Ova you samen.

## Hitnoteringen
De artiesten hadden succes met het lied in de hitlijsten van Nederland. Het piekte op de tiende plaats van de Nederlandse Single Top 100 en stond 22 weken in deze hitlijst. In de Nederlandse Top 40 kwam het tot de 25e positie. Het was negen weken in de Top 40 te vinden. 